# Everett Riskin
Everett Riskin (* 8. Mai 1895 in New York City, New York; † 27. März 1982 in Los Angeles, Kalifornien) war ein US-amerikanischer Filmproduzent, der 1938 und 1942 als Produzent von Die schreckliche Wahrheit und Urlaub vom Himmel für den Oscar in der Kategorie Besten Film nominiert war.

## Leben
Riskin begann seine Laufbahn als Filmproduzent in der Filmwirtschaft Hollywoods 1934 bei dem Horrorfilm Black Moon von Roy William Neill mit Jack Holt, Fay Wray, die später seinen jüngeren Bruder Robert Riskin heiratete, und Dorothy Burgess in den Hauptrollen.
Bei der Oscarverleihung 1942 war er als Produzent der Filmkomödie Urlaub vom Himmel (Here Comes Mr. Jordan, 1941) von Alexander Hall mit Robert Montgomery, Evelyn Keyes und Claude Rains für den Oscar für den besten Film nominiert, unterlag aber dem von Darryl F. Zanuck produzierten Spielfilm Schlagende Wetter (1941). Zuvor war er bereits 1938 für die Screwball-Komödie Die schreckliche Wahrheit (The Awfull Truth, 1937) von Leo McCarey nominiert, unterlag bei der Verleihung der Biographie Das Leben des Emile Zola.
Im Laufe seiner bis 1952 dauernden Karriere produzierte Riskin unter anderem für Columbia Pictures und Metro-Goldwyn-Mayer insgesamt 22 Filme, darunter bekannte Filme wie Die Schwester der Braut (Holiday, 1938) von George Cukor sowie Der dünne Mann kehrt heim (The Thin Man Goes Home, 1945) von Richard Thorpe.

## Filmografie (Auswahl)
- 1934: Schwarzer Mond (Black Moon) (Co-Produzent)
- 1934: Das leuchtende Ziel (One Night of Love)
- 1935: Wenn sie nur kochen könnte (If You Could Only Cook)
- 1936: Theodora wird wild (Theodora Goes Wild)
- 1937: Die schreckliche Wahrheit (The Awful Truth)
- 1938: Die Schwester der Braut (Holiday)
- 1941: Urlaub vom Himmel (Here Comes Mr. Jordan)
- 1943: Kampf in den Wolken (A Guy Named Joe)
- 1944: Kismet (Kismet)
- 1945: Der dünne Mann kehrt heim (The Thin Man Goes Home)
- 1948: Die unvollkommene Dame (Julia Misbehaves)
- 1953: Donner in Fern-Ost (Thunder in the East)